# Пенья Торрес, Эрмес
Эрмес Пенья Торрес (исп. Hermes Peña Torres, 7 апреля 1938, Куба — 18 апреля 1964, Аргентина) — член движения 26 июля, участник Кубинской революции и заместитель Хорхе Масетти в Партизанской армии народа.